# ثاو جريفث
وُلدت ثاو جريفث (بالفنلندية: Nguyễn Thị Thu Thảo) (بالإنجليزية: Thảo Griffiths)‏ في عام 1978 في ها غيانغ، فيتنام. عملت ثاو منذ عام 2007 كمديرة لمؤسسة قدامى المحاربين الأمريكيين في فيتنام (VVAF) - وهي منظمة أمريكية غير حكومية مُنِحت جائزة نوبل للسلام في عام 1997 مع شراكة وثيقة مع وزارة الدفاع الفيتنامية عن حظر الألغام الأرضية.

## حياتها
وُلدت ثاو في عام 1978 في أسرة فقيرة حيث عمل كلا الوالدين مدرسين. بعد تخرجها من المدرسة الثانوية، اجتازت امتحان القبول ودرست في مدرسة متخصصة في اللغات الأجنبية (جامعة اللغات والدراسات الدولية - جامعة فيتنام الوطنية، هانوي).
درست ثاو في الأكاديمية الدبلوماسية لفيتنام في وقت لاحق، لكنها عادت إلى ها غيانغ للعمل كمساعدة للمستشار الفني الأقدم لبرنامج الأمم المتحدة الإنمائي في عام 1999.
في عام 2002، حصلت ثاو على منحة ماجستير الهندسة في هندسة النظم من المعهد الملكي للتكنولوجيا في ملبورن RMIT.
لتحقت ثاو في برنامج فولبرايت في عام 2004 - 2006 للتخصص في العلاقات الدولية في الجامعة الأمريكية.
في عام 2004 ، أصبحت ثاو مديرة لشركة VOXIVA Incorporation في فيتنام.
في عام 2007، عملت كمستشارة لشركة مايكروسوفت حول بناء العلاقات الإستراتيجية والدعوة المتعلقة بتكنولوجيا المعلومات في فيتنام.
في عام 2011، أصبحت ثاو أول زميلة في نادي روتاري للسلام للفيتناميين.
في عام 2013، أصبحت ثاو زميلة في جامعة أيزنهاور.
في عام 2014، كانت واحدة من أول زميلين فيتناميين للمشاركة في المحادثات التي نظمتها مؤسسة جوردون كوك في قصر وندسور في إنجلترا.
في عام 2016، انضمت ثاو إلى برنامج ماجستير الدراسات المتقدمة من قبل مركز جنيف للسياسة الأمنية (GCSP) ومعهد الدراسات العالمية (GSI) التابع لجامعة جنيف.
حياتها المهنية ومساهماتها
بصفتها مديراً لمؤسسة قدامى المحاربين في فيتنام (VVAF) منذ عام 2007، قام ثاو بإدارة البرامج المتعلقة بقضايا ما بعد النزاع المستمرة، بما في ذلك تلوث الماء بالعامل الكيميائي البرتقالي، والألغام غير المنفجرة (UXO) وقضايا الصحة العقلية.
اكتسبت ثاو عدة سنوات من الخبرة في العمل في مجال التنمية والمساعدة الإنسانية في حالات ما بعد الصراع، بالإضافة إلى عملها عبر القطاعات بما في ذلك المنظمات غير الحكومية والأوساط الأكاديمية والشركات والحكومة بما في ذلك العمل المكثف مع وزارة الخارجية الأمريكية ووزارة الدفاع الوطني الفيتنامية. بالإضافة إلى ذلك، تركز ثاو على استكشاف تغير المناخ، وعدم المساواة بين الأغنياء والفقراء، وإزالة الغابات، وحقوق الإنسان.
شملت بعض المنظمات التي عملت معها الصندوق الدولي للتنمية الزراعية، والوكالة السويدية للتنمية الدولية (SIDA)، وبرنامج الأمم المتحدة الإنمائي مع برامج الحد من الفقر، وصندوق الدفاع عن البيئة (EDF)، والمجلس التجاري الأمريكي-الفيتنامي، وجمعية قدامى المحاربين VVAF. كما عملت ثاو في القطاع الخاص كمستشارة لشركة Bombardier Inc (في كندا)، و Planned Systems International PSI (في الولايات المتحدة الأمريكية)، وشركة VOXIVA (في الولايات المتحدة الأمريكية) ، وشركة مايكروسوفت آسيا Microsoft Asia Pacific.

## حياتها الأسرية
تزوجت ثاو من باتريك جريفيث وأنجبت منه طفلية وتعيش معه حاليًا في أستراليا.